# Ranitomeya defleri
Ranitomeya defleri é uma espécie de anfíbio da família Dendrobatidae. Pode ser encontrado no sudeste da Colômbia nas drenagens dos rios Apaporis-Caquetá nos departamentos de Vaupés e Amazonas, e possivelmente ocorra na estado do Amazonas no Brasil.